# Caradrina hedychroa
Caradrina hedychroa är en fjärilsart som beskrevs av Charles Boursin 1936. Caradrina hedychroa ingår i släktet Caradrina och familjen nattflyn. Inga underarter finns listade i Catalogue of Life.